# Novolabun, Polonne
Novolabun (în ucraineană Новолабунь) este localitatea de reședință a comunei Novolabun din raionul Polonne, regiunea Hmelnîțkîi, Ucraina.

## Demografie
Componența lingvistică a localității Novolabun
     Ucraineană (98,47%)
     Rusă (1,36%)
Conform recensământului din 2001, majoritatea populației localității Novolabun era vorbitoare de ucraineană (98,47%), existând în minoritate și vorbitori de rusă (1,36%).